# Batondo
Batondo est un village du département et la commune rurale de Ténado, situé dans la province du Sanguié et la région du Centre-Ouest au Burkina Faso.

## Économie
L'économie de la ville profite également de la gare de Batondo sur la ligne de chemin de fer reliant Ouagadougou à Abidjan.